# The Lawless Woman
Pour plus de détails, voir Fiche technique et Distribution.
The Lawless Woman est un film américain réalisé par Richard Thorpe, sorti en 1931.

## Synopsis
June Page est suspectée du meurtre de "Honest Ed" Baker, un gangster. Allan Perry, un reporter, couvre cette affaire en espérant obtenir une exclusivité. Il va finir par tomber amoureux de June, mais les anciens amis de Baker ne restent pas inactifs non plus...

## Fiche technique
- Titre original : The Lawless Woman
- Réalisation : Richard Thorpe
- Scénario : Arthur Hoerl, Barney Gerard, Richard Thorpe
- Direction artistique : Mack D'Agostino
- Photographie : M.A. Anderson
- Son : L. E. Tope
- Montage : Tom Persons
- Production : George R. Batcheller
- Société de production : Chesterfield Motion Pictures Corporation
- Société de distribution : Chesterfield Motion Pictures Corporation
- Pays d'origine :  États-Unis
- Langue originale : anglais
- Format : noir et blanc — 35 mm — 1,37:1 — son mono (RCA Photophone)
- Genre : Film policier
- Durée : 63 minutes
- Date de sortie :
  - États-Unis : 5 mai 1931

## Distribution
- Vera Reynolds : June Page
- Carroll Nye : Allan Perry
- Thomas E. Jackson : "Paddy" Reardon
- Wheeler Oakman : "Poker" WIlson
- Gwen Lee : Kitty Adams
- James P. Burtis : Bill
- Phillips Smalley : Dan Taylor